# Élections constituantes de 1945 dans la Somme
Les élections constituantes françaises de 1945 se déroulent le 21 octobre.

## Mode de scrutin
Les députés sont élus selon le système de représentation proportionnelle suivant la règle de la plus forte moyenne dans le département, sans panachage ni vote préférentiel. Il y a 586 sièges à pourvoir.
Dans le département de la Somme, six députés sont à élire.

## Candidats

### Section française de l'Internationale ouvrière
| N° | Candidats | Candidats         | Parti | Principales fonctions                                           |
| -- | --------- | ----------------- | ----- | --------------------------------------------------------------- |
| 01 |           | Max Lejeune       | SFIO  | Député de 1936 à 1942, Président du conseil général, professeur |
| 02 |           | Pierre Doutrellot | SFIO  | Conseiller général de Nesle, professeur                         |
| 03 |           | Robert Verdez     | SFIO  | Conseiller général d'Ailly-sur-Noye, employé SNCF               |
| 04 |           | Edouard Delozière | SFIO  | Conseiller général de Moyenneville, Constructeur                |
| 05 |           | André Bernard     | SFIO  | Professeur                                                      |
| 06 |           | Odette Tellier    | SFIO  | Contrôleuse adjointe PTT                                        |

### Parti communiste français
| N° | Candidats | Candidats         | Parti | Principales fonctions                                                               |
| -- | --------- | ----------------- | ----- | ----------------------------------------------------------------------------------- |
| 01 |           | Louis Prot        | PCF   | Député de 1936 à 1940, conseiller général d'Boves, maire de Longueau, retraité SNCF |
| 02 |           | René Lamps        | PCF   | Instituteur                                                                         |
| 03 |           | Lucie Lemaire     | PCF   | Institutrice                                                                        |
| 04 |           | Ernest Hémery     | PCF   | Herbager                                                                            |
| 05 |           | Augustin Dujardin | PCF   | Conseiller général d'Amiens-Sud-Est, cheminot                                       |
| 06 |           | Victor Flamant    | PCF   | Conseiller général d'Ault, maire de Friville-Escarbotin, fondeur                    |

### Mouvement républicain populaire
| N° | Candidats | Candidats       | Parti | Principales fonctions                              |
| -- | --------- | --------------- | ----- | -------------------------------------------------- |
| 01 |           | Léon Debouverie | MRP   | Commerçant en hydrocarbures                        |
| 02 |           | Pierre Garet    | MRP   | Avoué                                              |
| 03 |           | Eugène Dentin   | MRP   | Employé de banque                                  |
| 04 |           | Suzanne Daudré  | MRP   | 1re adjointe au maire de Péronne                   |
| 05 |           | Charles Damay   | MRP   | Cultivateur                                        |
| 06 |           | Pierre Herbet   | MRP   | Conseiller général d'Acheux-en-Amiénois, ingénieur |

### Parti républicain, radical et radical-socialiste
| N° | Candidats | Candidats          | Parti | Principales fonctions                                     |
| -- | --------- | ------------------ | ----- | --------------------------------------------------------- |
| 01 |           | André-Jean Godin   | Rad.  | Préfet de 1re classe à Paris                              |
| 02 |           | Maurice Delabie    | Rad.  | Député de 1932 à 1942, industriel                         |
| 03 |           | Yves Lefebvre      | Rad.  |                                                           |
| 04 |           | Georges Villette   | Rad.  |                                                           |
| 05 |           | Kléber Mopty       | Rad.  | Conseiller général et maire de Doullens, négociant en vin |
| 06 |           | Jean Gilbert-Jules | Rad.  | Conseiller général de Chaulnes, avocat                    |

## Résultats
|                | Section française de l'Internationale ouvrière | Max Lejeune      | 69 995  | 30,61  | 2 |  |  |  |
|                | Mouvement républicain populaire                | Pierre Garet     | 68 742  | 30,06  | 2 |  |  |  |
|                | Parti communiste français                      | Louis Prot       | 67 708  | 29,61  | 2 |  |  |  |
|                | Parti radical-socialiste                       | André-Jean Godin | 22 244  | 9,73   |   |  |  |  |
|                |                                                |                  |         |        |   |  |  |  |
| Inscrits       | Inscrits                                       | Inscrits         | 273 114 | 100,00 |   |  |  |  |
| Abstentions    | Abstentions                                    | Abstentions      | 37 913  | 14,87  |   |  |  |  |
| Votants        | Votants                                        | Votants          | 232 501 | 85,13  |   |  |  |  |
| Blancs et nuls | Blancs et nuls                                 | Blancs et nuls   | 3 812   | 1,64   |   |  |  |  |
| Exprimés       | Exprimés                                       | Exprimés         | 228 689 | 98,36  |   |  |  |  |

### Élus
| Liste                            | N° | Nom               |  | Parti | Groupe                          |
| -------------------------------- | -- | ----------------- |  | ----- | ------------------------------- |
| Parti socialiste - SFIO          | 1  | Max Lejeune       |  | SFIO  | Socialiste                      |
| Parti socialiste - SFIO          | 2  | Pierre Doutrellot |  | SFIO  | Socialiste                      |
| Mouvement républicain populaire  | 1  | Léon Debouverie   |  | MRP   | Mouvement républicain populaire |
| Mouvement républicain populaire  | 2  | Pierre Garet      |  | MRP   | Mouvement républicain populaire |
| Union Résistante et Républicaine | 1  | Louis Prot        |  | PCF   | Communiste                      |
| Union Résistante et Républicaine | 2  | René Lamps        |  | PCF   | Communiste                      |